# Negrões
Negrões is een plaats (freguesia) in de Portugese gemeente Montalegre en telt 196 inwoners (2001).